# Союз 17
„Союз 17“ е съветски пилотиран космически кораб.

## Екипажи

### Основен екипаж
- Алексей Губарев (1) – командир
- Георгий Гречко (1) – бординженер

### Дублиращ екипаж
- Василий Лазарев – командир
- Олег Макаров – бординженер

### Резервен екипаж
- Пьотър Климук – командир
- Виталий Севастянов – бординженер

## Описание на полета
Това е кораб № 38 от модификацията Союз 7К-Т − първи пилотиран полет със скачване на модификацията, предвидена за обслужване на орбиталните станции от типа „Салют“.
Това е първата експедиция на орбиталната станция Салют-4. По време на полета са провеждани основно астрофизически експерименти за изследване на Слънцето, планетите и звездите в широк диапазон на спектъра на електромагнитните излъчвания. В началото на полета екипажът отстранява повреда на основното огледало на слънчевия телескоп заради повреда в системата за нсочване.